# Pasigitan
Pasigitan is een bestuurslaag in het regentschap Kendal van de provincie Midden-Java, Indonesië. Pasigitan telt 2545 inwoners (volkstelling 2010).